# 성폭력범죄의 처벌 등에 관한 특례법
성폭력범죄의 처벌 등에 관한 특례법은 성폭력범죄의 처벌 및 그 절차에 관한 특례를 규정함으로써 성폭력범죄 피해자의 생명과 신체의 안전을 보장하고 건강한 사회질서의 확립에 이바지함을 목적으로 하는 대한민국의 형사특별법이다.
- 카메라 등 기계장치를 이용하여 성적 욕망 또는 수치심을 유발할 수 있는 사람의 신체를 촬영대상자의 의사에 반하여 촬영하거나 촬영 당시에는 촬영대상자의 의사에 반하지 아니하였으나 자신의 신체를 직접 촬영한 경우를 포함 사후에 그 촬영물 등을 촬영대상자의 의사에 반하여 반포등을 한 경우, 이러한 촬영물 또는 복제물을 소지구입저장 또는 시청한 경우에는 성폭력범죄의처벌등에관한특례법 위반(카메라등이용촬영물소지등) 죄가 성립한다[1]

## 같이 보기
- 성폭력범죄의 처벌 및 피해자보호 등에 관한 법률
- 조두순 사건

## 참고 문헌
- 성폭력특별법 - 국가기록원 나라기록